# Netzgesellschaft Düsseldorf
Die Netzgesellschaft Düsseldorf mbH (NGD) betreibt das Strom-, Erdgas-, Wasser-, Fernwärmeverteilnetz in Düsseldorf und das Wasserverteilnetz in Mettmann und ist grundzuständiger Messstellenbetreiber. Daneben gehören die Wartung und der Ausbau der Leitungsnetzinfrastruktur sowie die Durchführung und Gewährleistung des Betriebes zu ihren Aufgaben. Des Weiteren ist sie für alle Netzanschlüsse im genannten Bereich verantwortlich. Die NGD ist eine 100% Tochter der Stadtwerke Düsseldorf AG.

## Geschichte
Die Netzgesellschaft Düsseldorf wurde am 1. Juli 2007 unter dem Namen Stadtwerke Düsseldorf Netz GmbH gegründet. Mit anfangs 80 Beschäftigten wurde die Firma im Rahmen des legal Unbundlings von den Stadtwerken Düsseldorf AG ausgegliedert und damit von Erzeugung und Vertrieb getrennt, wie es das Energiewirtschaftsgesetz (EnWG) vorschreibt. Die Netz GmbH pachtete die Strom-, Gas-, Wasser und Fernwärmenetze der Stadtwerke Düsseldorf und betreibt sie eigenverantwortlich. Das Aufgabenfeld umfasst neben den Aufgaben der Leit- und Meldestelle insbesondere die Funktionen Asset Management, Netznutzungsmanagement und die erforderlichen kaufmännischen Funktionen. Ein Ergebnisabführungsvertrag wurde zwischen den Stadtwerken Düsseldorf AG und der Netz Gesellschaft am 19. Juli 2007 mit Wirkung zum 1. Januar 2007 geschlossen.

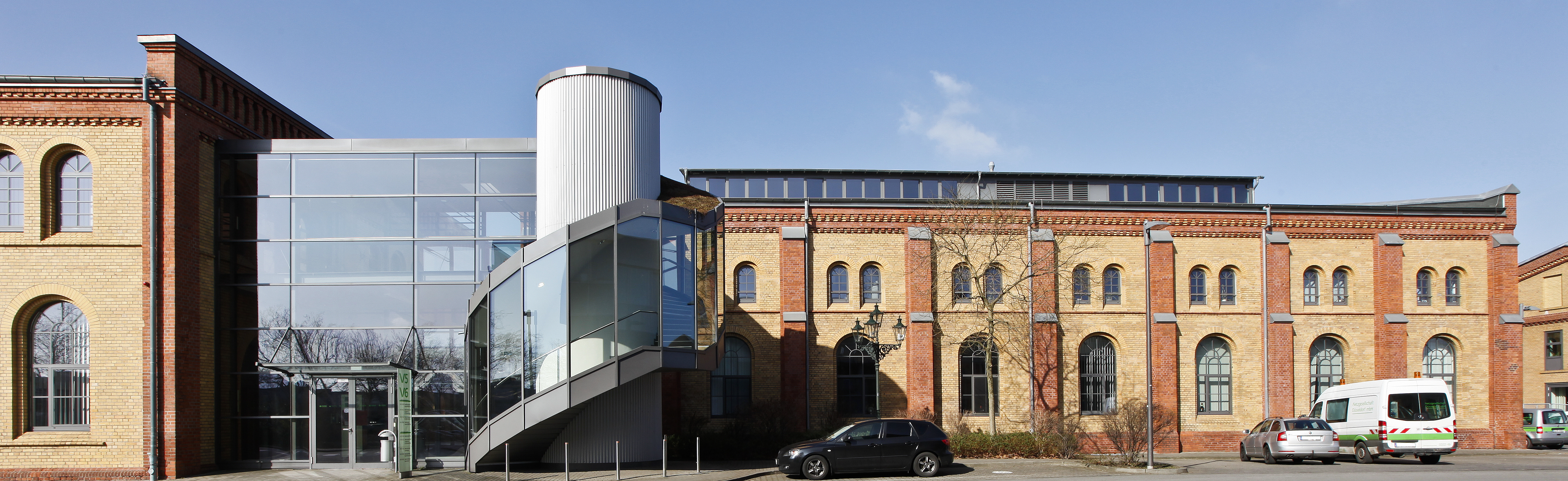
Standort Netzgesellschaft Düsseldorf mbH

Weitere 630 Beschäftigte wurden am 1. Januar 2011 von den Stadtwerken Düsseldorf AG in die Stadtwerke Düsseldorf Netz GmbH übergeleitet.
Zum 1. April 2014 firmierte die Gesellschaft in Netzgesellschaft Düsseldorf mbH (NGD) um. Hintergrund war, dass die Netzgesellschaft sowohl Verteilnetzbetreiber als auch Teil eines vertikal integrierten Energieversorgungsunternehmens ist und eine Verwechslung zwischen Verteilnetzbetreiber und den Vertriebsaktivitäten der Stadtwerke Düsseldorf AG auszuschließen ist (§ 7a Abs. 6 EnWG).

## Leitungsnetz

### Strom
Das Stromnetz hat eine Länge von 5.629 km ohne Hausanschlussleitungen und 6.693 km mit. Es gibt 112.000 Anschlusspunkte, 460.000 Stromzähler und 53.000 Straßenleuchten werden versorgt.

### Erdgas
Das Erdgasnetz hat eine Länge von 1.467 km ohne Hausanschlussleitungen und 2.030 km mit. Es gibt 69.000 Anschlusspunkte, 114.000 Gaszähler und 14.000 Straßenleuchten werden versorgt.

### Wasser
Das Wassernetz hat eine Länge von 1.758 km ohne Hausanschlussleitungen und 2.574 km mit. Es gibt 81.000 Anschlusspunkte, 86.000 Wasserzähler. Die Hochbehälter haben ein Fassungsvermögen von 109.000 m³. Die mittlere Tagesabgabe lag bei 152.033 m³/Tag. 2023 wurden 55,6 Mio. m³ abgegeben.

### Fernwärme
Das Fernwärmenetz hat eine Länge von 215 km ohne Hausanschlussleitungen und 286 km mit. Es gibt 7.000 Anschlusspunkte und 7.000 Wärmezähler. 2023 wurden 1,225 Th/h abgegeben.
Die Netzgesellschaft Düsseldorf mbH ist Teilnehmer am BIL-Portal und bildet Leitungsauskünfte über das durch die Genossenschaft betriebene Bundesweite Informationssystem für Leitungsrecherche (BIL) ab.

## Belege
1. 1 2 3 4  Stadtwerke Düsseldorf AG: Geschäftsbericht der Netzgesellschaft Düsseldorf mbH - Geschäftsjahr 2023. (PDF; 1 MB) Abgerufen am 25. September 2024.
2. ↑  Bundesministerium der Justiz und Verbraucherschutz: Gesetz über die Elektrizitäts- und Gasversorgung (Energiewirtschaftsgesetz - EnWG) § 7a Operationelle Entflechtung von Verteilernetzbetreibern. Abgerufen am 24. Juni 2017.
3. 1 2 3 4  Stadtwerke Düsseldorf AG: Zahlenspiegel der Stadtwerke Düsseldorf AG Stand 2023. (PDF; 3,92 MB) Abgerufen am 25. September 2024.